# Vicente Castellanos y Núñez
Vicente Castellanos y Núñez (* 5. August 1870 in Mazamitla, Jalisco; † 2. April 1939) war ein mexikanischer Geistlicher und römisch-katholischer Bischof von Tulancingo.

## Leben
Vicente Castellanos y Núñez empfing am 20. Oktober 1894 das Sakrament der Priesterweihe für das Zamora.
Am 7. Februar 1912 ernannte ihn Papst Pius X. zum Bischof von Campeche. Der Erzbischof von Durango, Francisco de Paula Mendoza y Herrera, spendete ihm am 21. April desselben Jahres die Bischofsweihe; Mitkonsekratoren waren der Bischof von León, Emeterio Valverde y Téllez, und der Bischof von Zamora, José Othón Núñez y Zárate. Die Amtseinführung erfolgte am 23. Mai 1912. Am 26. August 1921 ernannte ihn Papst Benedikt XV. zum Bischof von Tulancingo.
Am 16. September 1932 trat Vicente Castellanos y Núñez als Bischof von Tulancingo zurück und wurde zum Titularbischof von Marciana ernannt.